# Ochthebius erzerumi
Ochthebius erzerumi es una especie de escarabajo del género Ochthebius, familia Hydraenidae. Fue descrita científicamente por Kuwert en 1887.
Se distribuye por Kazajistán. Mide 2,16 milímetros de longitud. Se ha encontrado a altitudes de hasta 500 metros.